# Digital Equipment Corporation
Digital Equipment Corporation (DEC) a fost o companie americană de software fondată în anul 1957 de către Ken Olsen. Denumirea comercială era Digital.
Este primul producător de minicalculatoare (PDP-5 în 1963 - primul procesor DEC pe 12 biți) și de procesoare de 32-biți (VAX în 1977). Între 1966 și 1983 a produs regulat și familia de calculatoare mainframe PDP-10 pe 36 biți.
A produs procesoare de 64 de biți RISC Alpha (1991). În anii 1990 a acoperit aproape fiecare domeniu de soluții IT.
În 1998, în urma achiziționării de către Compaq a încetat să existe, dar linia de procesoare și computere au fost dezvoltate în continuare. Din 2002 este parte a companiei Hewlett-Packard în urma fuziunii acesteia cu Compaq.

## Lucrările la rețeaua Ethernet
La mijlocul anilor 1970 în colaborare cu companiile Xerox și Intel a inițiat lucrări de dezvoltare a unui set de standarde comune pentru comunicarea între dispozitive. Astfel, a apărut ideea Ethernetului. Prima specificație a celor trei companii, denumită Ethernet Blue Book, a fost lansată în 1980, cunoscută și sub denumirea DIX standard. Era un sistem pe 10 Mbit/s ce utiliza cablu coaxial gros ca backbone în interiorul unei clădiri, cu cabluri coaxiale subțiri legate la intervale de 2.5 m pentru a conecta stațiile de lucru.

## Legături externe
- Istoria companiei Arhivat în 16 februarie 2012, la Wayback Machine.